# Jazz journalism
Jazz journalism (pol. „dziennikarstwo jazzowe”) – popularna w USA w latach 20. XX w. prasa, szybka i łatwa w odbiorze, uznawana za wulgarną.